# Gyeongnam Football Club
El Gyeongnam Football Club (del coreano: 경남 FC) es un club de fútbol profesional surcoreano, situado en Changwon y representativo de toda la provincia de Gyeongsang del Sur. Juega en la K League 2.
Fue fundado en 2006 y es un club que pertenece a la comunidad de su ciudad, por lo que su presidente es el gobernador de la provincia. Desde su creación siempre ha jugado en la máxima categoría, aunque nunca se ha proclamado campeón de liga hasta su descenso en la temporada 2014.

## Historia
El Gyeongnam F. C. fue fundado en enero de 2006 como un equipo perteneciente a la comunidad, con el apoyo de patrocinadores locales. La entidad pudo debutar ese mismo año en la K League, máxima categoría del país, y su primer partido oficial lo jugó en casa el 12 de marzo contra el Jeju United. Al año siguiente dio la sorpresa tras clasificar en cuarta posición en la fase regular. Sin embargo, el torneo de liga se decidió en unos play-off por el título donde cayó, en primera ronda, frente al Pohang Steelers en la tanda de penaltis. El jugador más destacado del plantel fue el delantero brasileño Cabore, quien fue máximo goleador del torneo.
En 2008, bajo las órdenes del entrenador Cho Kwang-rae, llegó a la final de la Korean FA Cup, la cual perdió frente al Pohang Steelers. En cuanto a su participación en la liga, luchó durante toda la década de 2000 para disputar las eliminatorias por el título y lo logró en 2010, aunque fue derrotado en primera ronda por el Jeonbuk Hyundai Motors. En 2012 fue subcampeón de Copa al caer en el encuentro decisivo, de nuevo, contra Pohang.

## Palmarés
- K League 2: 1

2017

## Uniforme
- Uniforme titular: Camiseta roja, pantalón negro, medias negras.
- Uniforme alternativo: Camiseta gris, pantalón gris, medias grises.

La equipación original de 2006 constaba de una camiseta naranja con rayas blancas, que en años posteriores pasaron a ser negras. Cuando en 2010 se cambió el escudo y se rediseñó toda la imagen corporativa, el color principal pasó a ser el rojo. El fabricante de la ropa es la firma danesa Hummel.
| 2006-2007 | 2008-2009 | Desde 2010 |

## Estadio

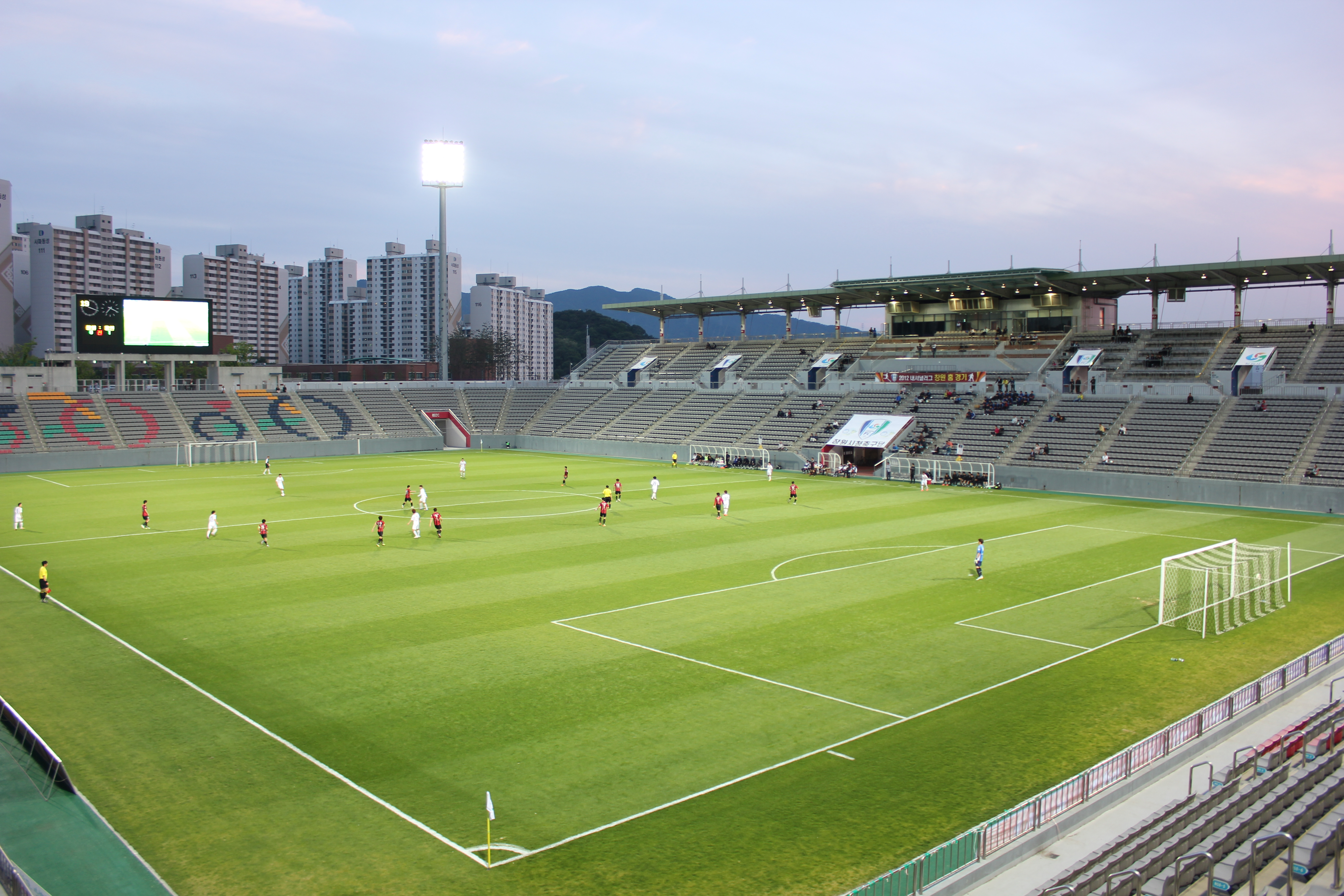
Centro de Fútbol de Changwon.

El Gyeongnam juega sus partidos en el Centro de Fútbol de Changwon, ubicado al este de la ciudad. Su césped es natural y el aforo actual es de 15.500 espectadores, aunque puede ampliarse hasta las 20.000 plazas. Se diseñó específicamente para albergar partidos de fútbol. Este recinto forma parte de un amplio complejo deportivo con cuatro campos reglamentarios adicionales.
La construcción del complejo comenzó en 2007 y la inauguración oficial tuvo lugar el 1 de diciembre de 2009.
Desde la temporada 2006 hasta el final de la 2009, el Gyeongnam jugó en el Estadio Municipal de Changwon, de mayor capacidad (30.000 asientos) y que en 2007 fue una de las sedes de la Copa Mundial de Fútbol Sub-17 de 2007.

## Jugadores

### Plantilla

#### Altas y bajas 2020
| Altas           | Altas          | Altas                          | Altas           | Altas        |
| Jugador         | Posición       | Procedencia                    | Tipo            | Costo        |
| --------------- | -------------- | ------------------------------ | --------------- | ------------ |
| Kim Kyu-pyo     | Centrocampista | Pohang Steelers                | Cesión.         | --           |
| Nick Ansell     | Defensa        | Agente libre                   | Libre.          | --           |
| Negueba         | Delantero      | Agente libre                   | Libre.          | --           |
| Hwang Il-su     | Delantero      | Ulsan Hyundai                  | Traspaso.       | No revelado. |
| Kim Kyeong-min  | Defensa        | Chonburi                       | Traspaso.       | No revelado. |
| Hwang Seong-min | Portero        | Agente libre                   | Libre.          | --           |
| Jang Hyung-jin  | Centrocampista | Ansan Greeners                 | Traspaso.       | No revelado. |
| Kim Yeong-geun  | Delantero      | Universidad de Halla           | Traspaso libre. | --           |
| Sim Min-yong    | Defensa        | Escuela Secundaria de Bupyeong | Traspaso libre. | --           |
| Kim Ho-su       | Delantero      | Universidad de Sungkyunkwan    | Traspaso libre. | --           |
| Kim Yeong-han   | Defensa        | Universidad de Sungkyunkwan    | Traspaso libre. | --           |
| Kang Eui-bin    | Centrocampista | Universidad de Kwangwoon       | Traspaso libre. | --           |
| Seok Sang-beom  | Defensa        | Universidad de Chung-Ang       | Traspaso libre. | --           |
| Baek Sung-dong  | Centrocampista | Agente libre                   | Libre.          | --           |
| Kim Hyeong-won  | Centrocampista | Universidad Yonsei             | Traspaso libre. | --           |
| Kim Jun-hyeok   | Delantero      | Agente libre                   | Libre.          | --           |
| Park Chang-jun  | Defensa        | Gangwon                        | Traspaso.       | No revelado. |

| Bajas             | Bajas          | Bajas                  | Bajas                  | Bajas        |
| Jugador           | Posición       | Destino                | Tipo                   | Costo        |
| ----------------- | -------------- | ---------------------- | ---------------------- | ------------ |
| Osman             | Centrocampista | Agente libre           | Rescisión de contrato. | --           |
| Takahiro Kunimoto | Centrocampista | Jeonbuk Hyundai Motors | Traspaso.              | No revelado. |
| Yeo Seong-hae     | Defensa        | Ratchaburi             | Traspaso.              | No revelado. |
| Kim Hyun-joong    | Defensa        | Agente libre           | Salida.                | --           |
| Oh Min-seok       | Defensa        | Agente libre           | Salida.                | --           |
| Lee Hyung-suk     | Defensa        | Agente libre           | Salida.                | --           |
| Ahn Sung-nam      | Centrocampista | Agente libre           | Salida.                | --           |
| Jo Jae-cheol      | Centrocampista | Agente libre           | Salida.                | --           |
| Jwa Jun-hyeop     | Centrocampista | Agente libre           | Salida.                | --           |
| Kim Hyo-ki        | Delantero      | Agente libre           | Salida.                | --           |
| Jeon Seung-wan    | Delantero      | Agente libre           | Salida.                | --           |
| Kim Tae-hun       | Delantero      | Agente libre           | Salida.                | --           |

## Datos del club
- Temporadas en K League 1: 11

Debut: Temporada 2006
Mejor posición: 4º (temporada 2007)
Peor posición: 12º (temporada 2006)
Descensos: 2 (2014, 2019)